# Валтер Боте
Валтер Боте (на немски: Walther Wilhelm Georg Bothe) е германски физик, носител на Нобелова награда за физика за 1954 година.

## Биография
Роден е на 8 януари 1891 г. в Ораниенбург, Германия. Следва физика в университета в Берлин под ръководството на Макс Планк. През 1934 г. става директор на института по физика „Кайзер Вилхелм“, днес института Макс Планк. През 20-те години разработва метод на съвпаденията, който намира широко приложение в атомната физика. Професор е в Берлинския, Хесенския и Хайделбергския университети. През 1943 г. завършва първия немски циклотрон.
Умира на 8 февруари 1957 г. в Хайделберг.

## За него
- Beyerchen, Alan D. Scientists Under Hitler: Politics and the Physics Community in the Third Reich.   Yale University Press, 1977. ISBN 0-300-01830-4.
- Physics and National Socialism: An Anthology of Primary Sources.   Birkhäuser, 1996. ISBN 0-8176-5312-0.
- Walker, Mark. German National Socialism and the Quest for Nuclear Power 1939–1949.   Cambridge, 1993. ISBN 0-521-43804-7.